# LALUX
LALUX ist der Markenname der Luxemburger Versicherungsgruppe La Luxembourgeoise mit Sitz in Leudelange.

## Geschichte und Hintergrund
1920 gründete sich das Unternehmen auf Initiative des vormaligen Luxemburger Regierungschefs Hubert Loutschs, der bis 1934 dem Unternehmen auch als Präsident vorstand, als erster lokaler Versicherer. Der Fokus der Geschäftstätigkeit lag zunächst im Bereich der Kompositversicherung, wurde aber schnell auf den Bankensektor ausgeweitet. 1937 kam das Lebensversicherungsgeschäft hinzu. Durch eine gesetzliche Trennung von Banken- und Versicherungsgeschäften war das Unternehmen Ende 1969 gezwungen, das Bankengeschäft in eine eigene Gesellschaft auszugliedern. In den 1970er und 80er Jahren wuchs die Gesellschaft teilweise durch Übernahmen des Luxemburggeschäfts ausländischer Unternehmen, etwa der belgischen AG Group sowie der französischen Gan Assurances. 1989 wurde die Spartentrennung auch im Versicherungsbereich vollzogen und seither existieren zwei getrennte Tochtergesellschaften, 1996 wurde durch eine spezielle Tochtergesellschaft auch das Rückversicherungsgeschäft aufgenommen. 2002 übernahm La Luxembourgeoise 25 % der Luxemburger Tochter der DKV Deutsche Krankenversicherung, diese wurde 2015 komplett übernommen.
2011 wurde die Marke LALUX eingeführt, unter der das Unternehmen seither agiert. Im selben Jahr verlagtere das Unternehmen seinen Hauptsitz von Luxemburg nach Leudelange. 2020 übernahm die Gesellschaft das Pensionsgeschäft der Luxemburgtochter des französischen Versicherers Cardif.